# Narutowo
Narutowo est une localité polonaise de la voïvodie de Couïavie-Poméranie et du powiat de Lipno.